# Empire Earth
Empire Earth, (abreviat EE), este un joc video RTS dezvoltat de către Stainless Steel Studios și lansat pe 23 noiembrie 2001. Este primul joc din seria Empire Earth. Este foarte asemănător cu seria Age of Empires, primind recenzii pozitive.
Jucătorul trebuie să își folosească cetățenii pentru a colecta resurse și a construi clădiri și unitățile militare pentru a cuceri civilizațiile adversare. Empire Earth are peste 500,000 de ani de istorie a lumii, împărțită în 14 epoci (15 în expansion), începând cu epoca preistorică și terminând cu epoca nano.
Pe 17 septembrie 2002, a fost lansat expansion pack-ul Empire Earth: The Art of Conquest dezvoltat de către Mad Doc Software. A adăugat campanii noi, puteri speciale pentru fiecare civilizație și o a 15-a epocă, numită epoca spațiului, care se concentrează pe colonizarea altor planete.

## Campanii
Ca multe alte jocuri RTS, Empire Earth are campanii single-player.

### Learning campaign
Prima campanie din Empire Earth este Learning Campaign. Această campanie învață jucătorii cum să joace Empire Earth și este disponibil și în jocul original, și în expansion. Prima parte este despre civilizația feniciană, iar a doua despre Imperiul Bizantin.

### Greek campaign
A doua campanie se concentrează pe Grecia Antică: primii greci veniți din Anatolia, sosirea Danaanilor din Egipt, războiul troian, creșterea în putere a Atenei, primii ani din războiul peloponez, și cuceririle lui Alexandru cel Mare.

### English campaign
Campania engleză este despre luptele dintre Anglia și Franța pentru supremație în Europa. Primele 3 scenarii sunt despre William Cuceritorul, următoarele 3 scenarii despre Războiul de 100 de ani, al 7-lea despre Henric al V-lea al Angliei și ultimul fiind Bătălia de la Waterloo

### German campaign
Campania germană este despre primul și al doilea război mondial. Această campanie conține scenarii cu Bătălia de la Iutlanda, Frontul de vest si războaiele-fulger (Blitzkrieg) purtate de nemți în toată Europa.